# Air Mekong
A Air Mekong é uma companhia aérea do Vietnã de baixo custo, que opera voos nacionais e internacionais, além de voos charter. Sua base de operações é o Aeroporto Internacional Tan Son Nhat na cidade de Ho Chi Minh.

## Frota

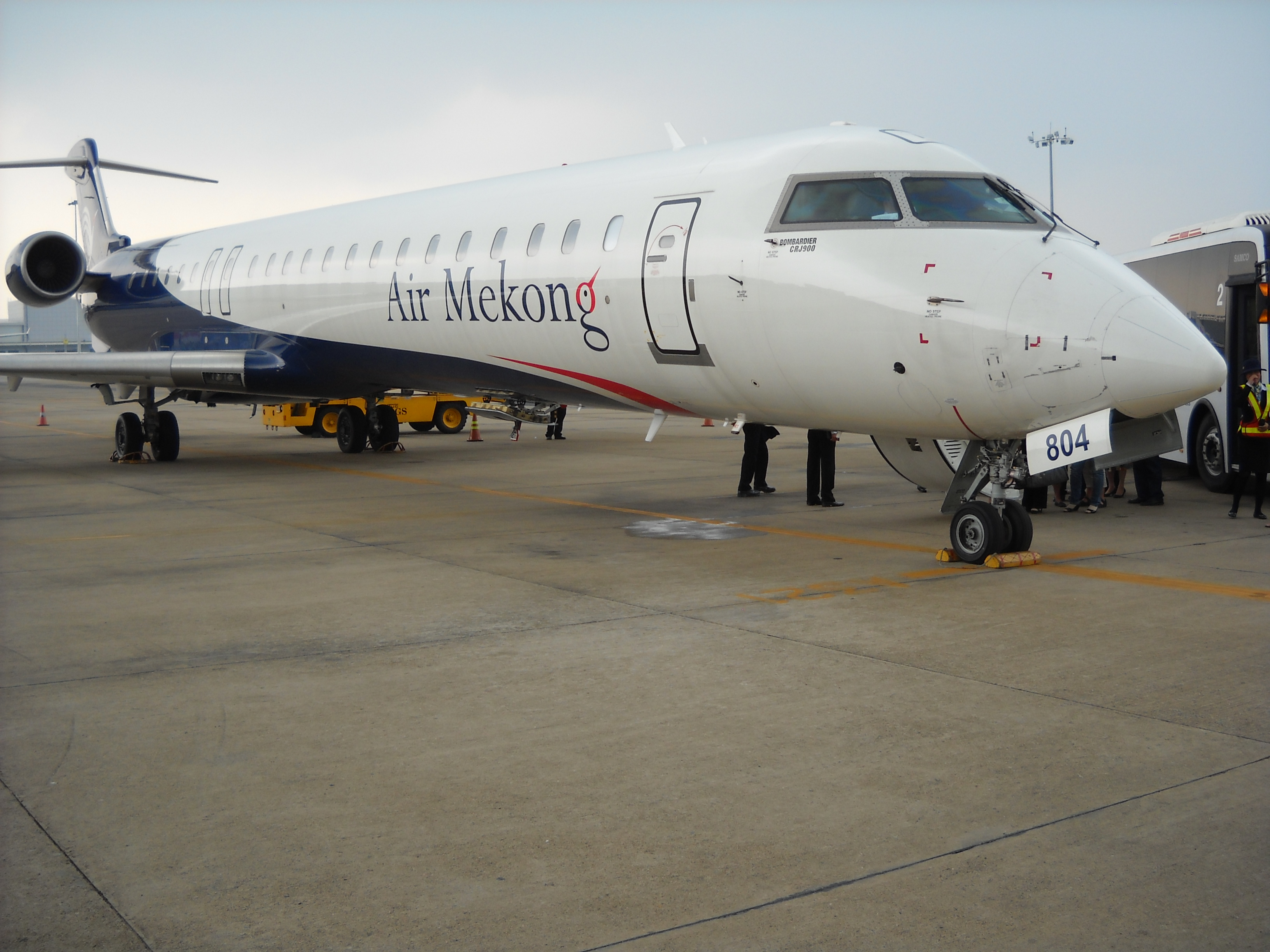
Bombardier CRJ900 da Air Mekong.

- 4 Bombardier CRJ 900.